# Salsiccia gialla fina
La salsiccia gialla fina (in dialetto modenese: sulzezza zala bouna e fina) è una variante di salsiccia tipica della cucina modenese.
La ricetta è inclusa nell'elenco dei prodotti agroalimentari tradizionali emiliani e romagnoli.

## Storia
Gli Statuta civitatis Mutinae emanati nel 1337 includevano alcune disposizioni (già esistenti nei precedenti statuti del secolo precedente) su "beccai, salsicciai e lardaioli", i quali venivano controllati dai "Giudici delle Vettovaglie" e che, successivamente nel 1547, fondarono una propria corporazione. In epoca rinascimentale si registrò nel modenese una grande produzione di insaccati (detti "carne salata"), tra cui coppa, lardo salato, mortadella, pancetta, prosciutto, salame e salsiccia rossa o gialla. Quest'ultima prevedeva l'impiego di carne di maiale, spezie, zafferano, formaggio grana e uova.
Nel 1565 la comunità modenese regalò ad Alfonso II d'Este, in occasione del suo matrimonio, diversi prodotti alimentari, inclusi 17 chilogrammi dei famosi “salcizzotti zalli”.
Nella ricetta seguita dai "lardaiuoli" del XVI-XVII secolo (così come riportata dai trattati di Cristoforo di Messisbugo e Vincenzo Tanara), la carne di maiale era amalgamata con sale, pepe, zenzero, cannella, chiodi di garofano, zafferano e formaggio grana grattugiato. Peraltro, in un documento del 1530 del notaio Andrea della Cappellina di Nonantola è citato anche l'utilizzo di un'imprecisata erba officinale detta "Senuezorio".
La salsiccia gialla è registrata nei calmieri di Modena del XVIII secolo e fino al 1821, anno in cui riferisce l'ultimo documento ufficiale. Peraltro, nel 1862 Giuseppe Giusti cercò di riproporre ai propri clienti una salsiccia fina chiamata "cervellato di Milano", ma con scarso successo. La ricetta cadde in disuso poiché considerato un cibo per persone ricche (dato che le spezie utilizzate erano molto costose); inoltre, a seguito dell'unità d'Italia iniziarono ad essere commercializzati molti prodotti a buon mercato ed appetibili, tra i quali zamponi e cotechini.
Nel 2005 la ricetta della salsiccia gialla fina viene riscoperta e riproposta dagli chef Paolo Reggiani e Rosalba Caffo Dallari di Campogalliano. In seguito la Regione Emilia-Romagna riconosce la specialità tra i prodotti agroalimentari tradizionali (PAT).

## Ricette
Secondo la ricetta del notaio Andrea della Cappellina di Nonantola del 1530:
|  | A fare bona salziza zala                            |
|  |                                                     |
|  | Recipe: carne de porcho ellecta ben pesta libbre 25 |
|  | Sale ellecto once 10                                |
|  | Formaio vechio libbre 4                             |
|  | Pepero once 3                                       |
|  | Zenzevero beredi oncia 1                            |
|  | Senuezorio once 2                                   |
|  | Specie dolze oncia 1                                |
|  | Garofali oncia meza                                 |
|  | Zafrano dentro, una drama                           |
|  | Zafrano per farla zala, oncia meza                  |
|  | Cum bambaze farla zala dopo è fada                  |

La ricetta di Cristoforo di Messisbugo del 1549:
Piglia libre vinticinque di carne di porco grasso, et è meglio nel cossetto, 
e pestala molto bene colla pestarolla, poi piglia libre due di formaggio 
piasentino grattato, e di pevere pesto oncia una e meza, di canella 
pesta oncia una, di garofani pesti oncia meza, di zaffrano pesto uno 
ottavo, e incorpora bene ogni cosa insieme con oncie quindici di sale, 
e spugnegiala molto bene Poi acconcia le budelle di quella maniere 
che si fan quelle delle mortadelle gialle, e poi impasta la tua salcizza, e 
serà perfettissima.»
(Cristoforo di Messisbugo, Banchetti composizione di vivande e apparecchio generale)

## Nella cultura di massa
La salsiccia gialla modenese fu celebrata anche da diversi poemi eroicomici e satirici dell'epoca, tra cui La secchia rapita di Alessandro Tassoni e In lode della salsiccia di Modena di Bellerofonte Castaldi.
Nel 1691 l'incisore Giuseppe Maria Mitelli pubblicò un "Gioco della cuccagna", con un percorso di venti caselle in cui la città di Modena è rappresentata da una salsiccia.